# Baiț

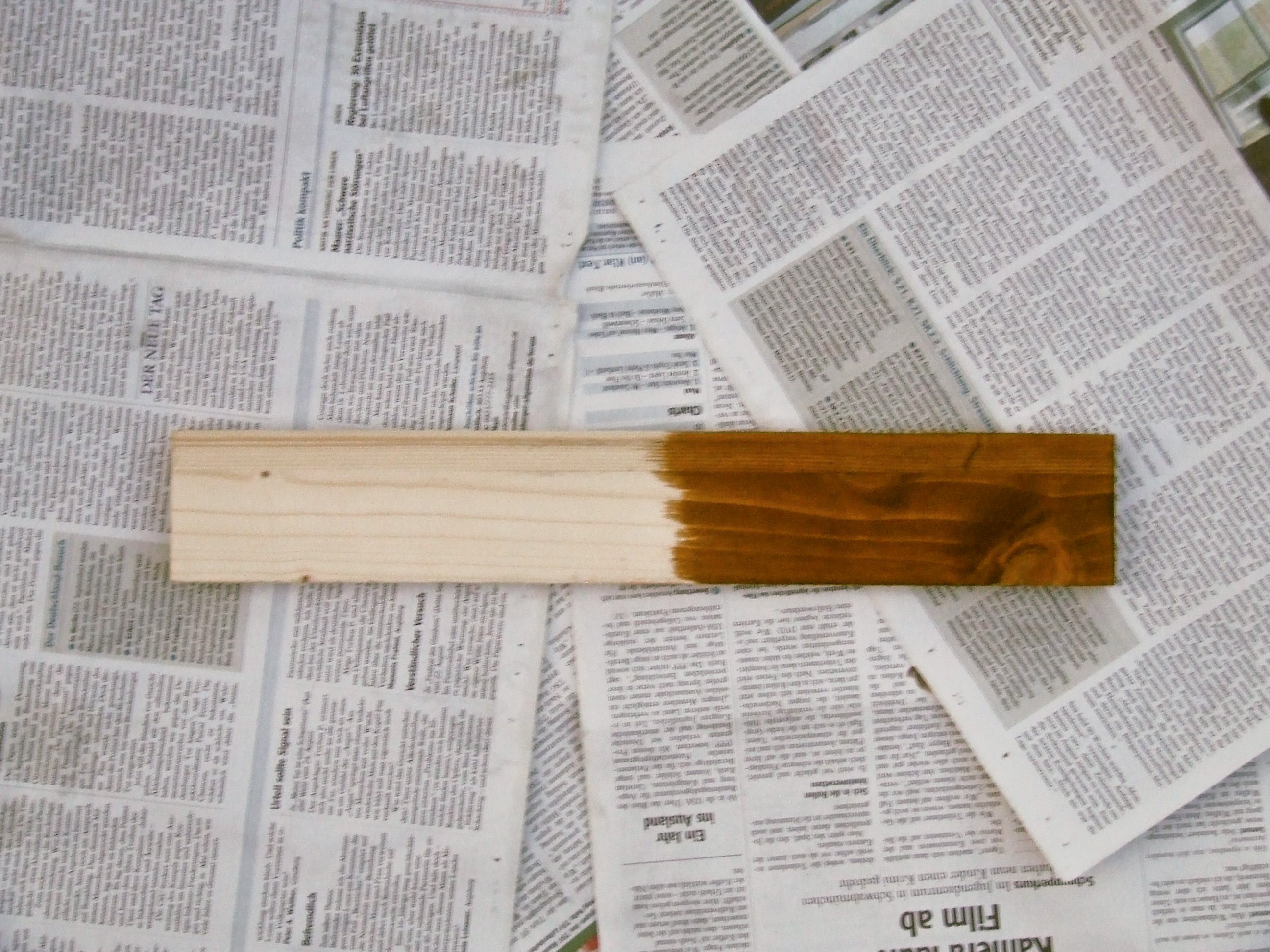
Lemn de molid băițuit pe jumătate

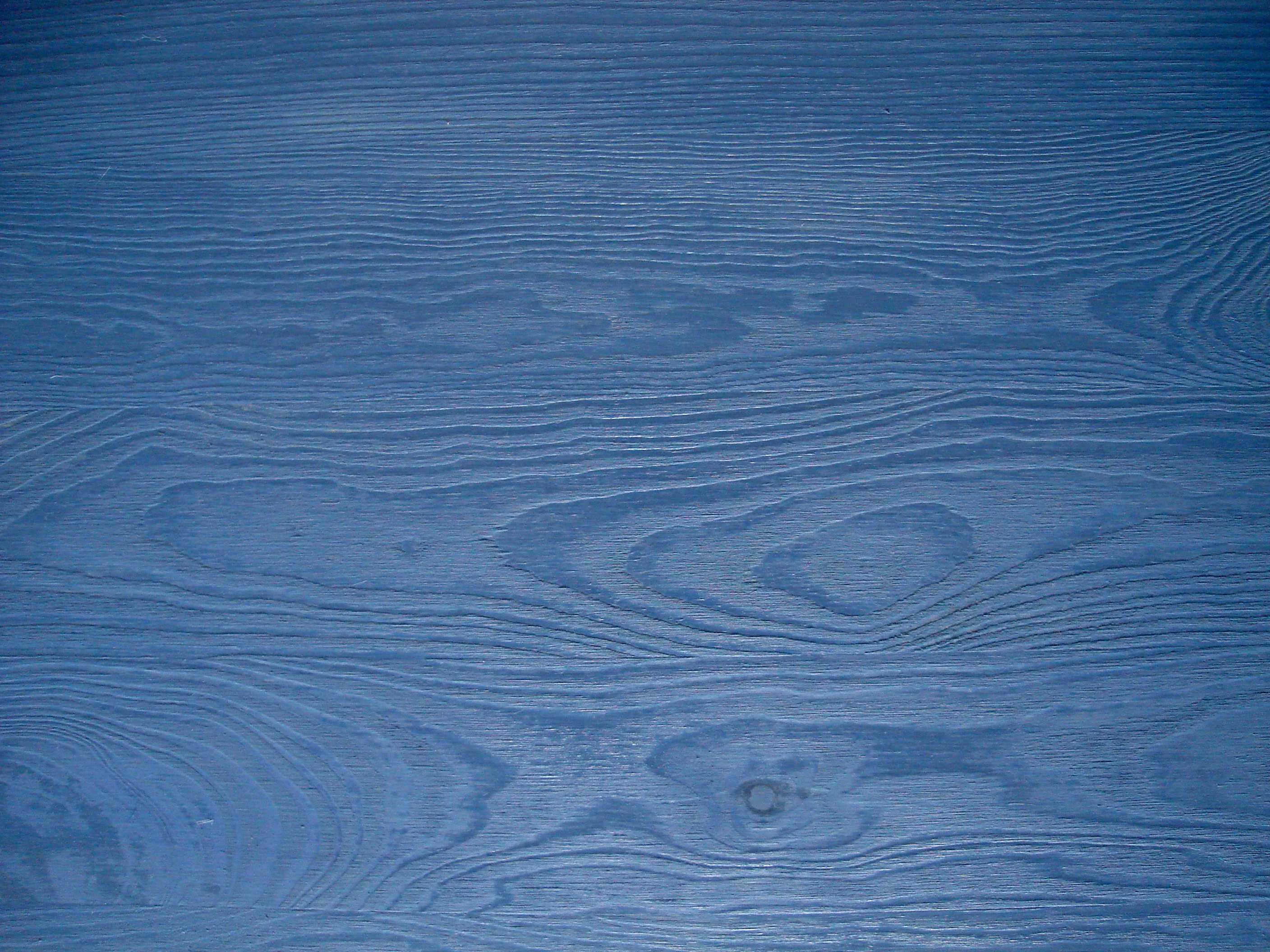
Lemn băițuit în albastru

Baițul este un colorant folosit în tâmplărie, în industria textilă, în tăbăcărie (din limba germană: Beize).
Suprafața lemnului, prelucrat cu baiț își păstrează complet textura, doar se schimbă culoarea acestuia. Aceasta permite obținerea unor imitații de specii prețioase din cherestea cu calități decorative inferioare.
La băițuire se evidențiază desenul lemnului, textura devine mai vizibilă. Lemnul umed se băițuiește mai uniform ca cel uscat, așa că o operație tehnologică pregătitoare pentru băițuire ar fi umezirea uniformă a suprafețelor.
Baițurile pot fi pe bază de apă, uleiuri, nitrobaițuri. Baițul pe bază de apă are avantajul unei uscări rapide, lipsa de miros și faptul că nu este inflamabil. De obicei se vinde în formă de praf pentru a fi dizolvat în cantitatea necesară în apă caldă.(preferabil distilată). Dacă soluția se primește tulbure, aceasta trebuie filtrată. Înainte de băițuire suprafața lemnului se șlefuiește cu hârtie abrazivă  nr.250-320, se curăță de praf. Aplicarea baițului se face manual cu ajutorul periei sau a unui tampon, sau prin pulverizare. Scurgerile nu sunt acceptabile, deoarece se corectează foarte greu. La băițuirea suprafețelor vericalea aceasta se face de jos în sus. De obicei o repetare a operației de băițuire nu este necesară, deoarece intensitatea culorii depinde nu numai de concentrația soluției, ci și de capacitatea de absorbție a lemnului.
Baițul nu posedă o funcție de protecție biologică, ignifug, de aceea după uscarea completă a baițului suprafața lemnului trebuie finisată cu lac.